# Rio Piraju
Le rio Piraju est un cours d'eau brésilien de l’État du Rio Grande do Sul. 